# Paneles solares en naves espaciales

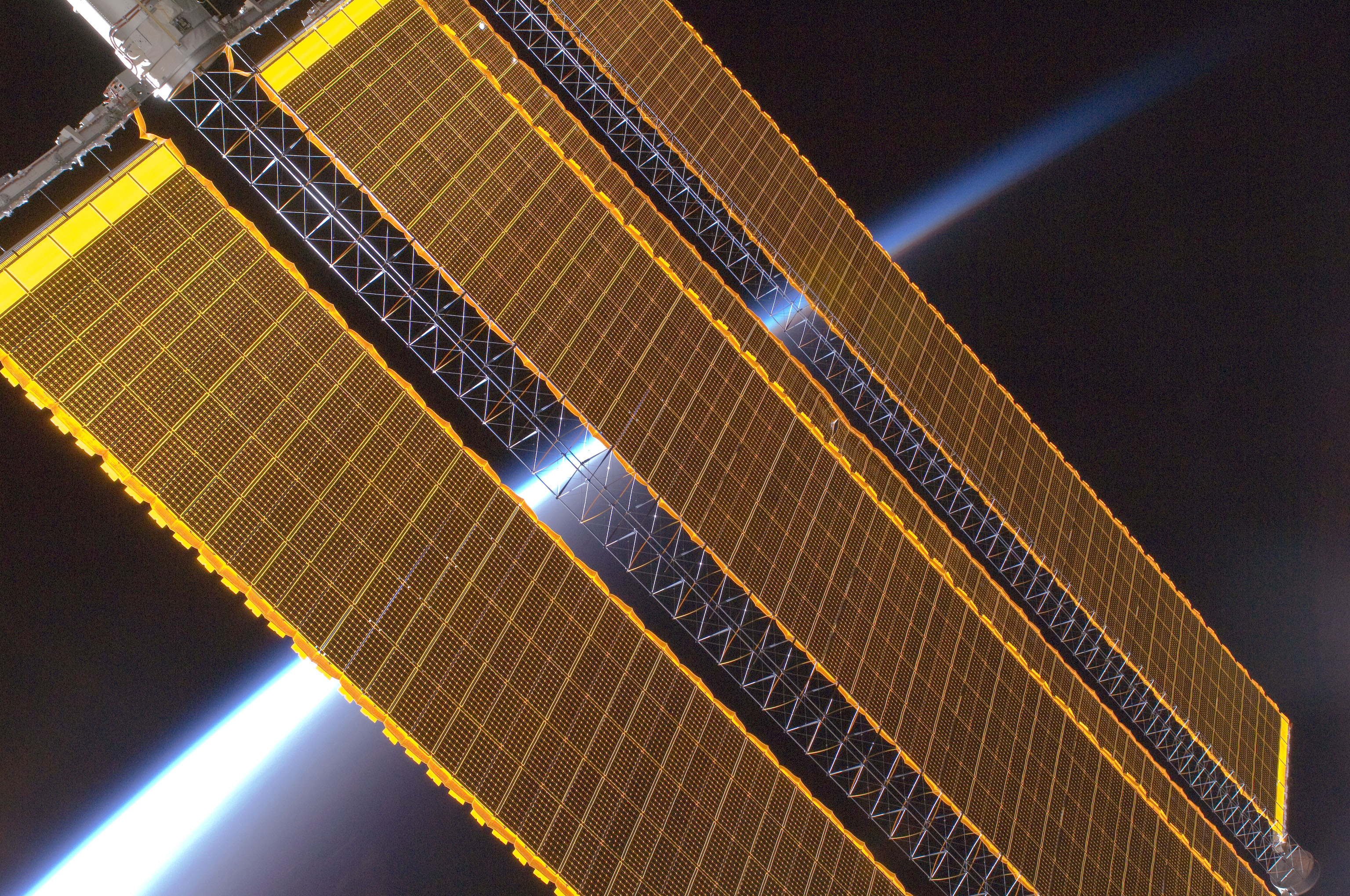
Los paneles solares de la Estación Espacial Internacional, fotografiados por la tripulación de la Expedición 17 en agosto de 2008.

Las naves espaciales que operan en el sistema solar interior generalmente dependen del uso de paneles solares fotovoltaicos para cargarse de electricidad proveniente de la luz solar para utilizarla como energía. En el sistema solar exterior, donde la luz del sol es demasiado débil para producir suficiente energía, la fuente de energía que utilizan son los generadores termoeléctricos de radioisótopos (RTG).

## Historia
La primera nave espacial que utilizó paneles solares fue el satélite Vanguard 1, lanzado por los Estados Unidos en 1958. Esto se debió en gran parte a la influencia del Dr. Hans Ziegler, que puede considerarse el padre de la energía solar de las naves espaciales.

## Usos
Los paneles solares en las naves espaciales suministran energía para dos usos principales:
- energía para poner en funcionamiento los sensores, la calefacción activa, la refrigeración y la telemetría.
- energía para la propulsión de las naves espaciales: propulsión eléctrica, a veces llamada propulsión solar-eléctrica.[3]

Para ambos usos, una cifra clave del mérito de los paneles solares es la potencia específica (vatios generados divididos por la masa de la matriz solar), que indica en términos relativos cuánta potencia generará una matriz para una masa de lanzamiento dada en relación con la otra. Otra métrica clave es la eficiencia del empaque almacenado (vatios desplegados producidos divididos por el volumen almacenado), lo que indica la facilidad con que la matriz cabe en un vehículo de lanzamiento. Sin embargo, otra métrica clave es el precio (dólares por vatio).
Para aumentar la potencia específica, los paneles solares típicos de las naves espaciales usan rectángulos de celdas solares compactas que cubren casi el 100 % del área visible al sol de los paneles solares, en lugar de los círculos de obleas solares que, aunque sean compactos, cubren aproximadamente 90 % del área visible al sol de paneles solares típicos en la tierra. Sin embargo, algunos paneles solares en las naves espaciales tienen celdas solares que cubren solo el 30 % del área visible al sol.

## Implementación

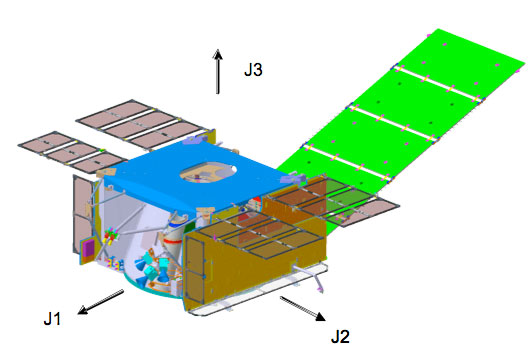
La luz del sol que captan los paneles solares (verde) se convierte en la energía necesaria para operar los instrumentos científicos.

Los paneles solares necesitan tener una gran superficie que pueda orientarse hacia el Sol a medida que se mueve la nave espacial. Un área de superficie más expuesta significa que puede convertir más electricidad a través de la energía de la luz del sol recibida. Como las naves espaciales tienen que ser pequeñas, esto limita la cantidad de energía que se puede producir.
Todos los circuitos eléctricos generan calor residual; además, los paneles solares actúan como colectores ópticos y térmicos, así como eléctricos. El calor debe ser irradiado desde su superficie. Las naves espaciales de alta potencia pueden tener matrices solares que compitan con la carga útil activa para la disipación térmica. El panel más interno de matrices puede estar "en blanco" para reducir la superposición de vistas al espacio. Dicha nave espacial incluye los satélites de comunicaciones de mayor potencia (por ejemplo, TDRS de última generación) y Venus Express, no de alta potencia pero más cerca del Sol.
Las naves espaciales están construidas de modo que los paneles solares puedan girar a medida que la nave espacial se mueve. Por lo tanto, siempre pueden permanecer en dirección a los rayos de luz sin importar cómo esté situada la nave espacial. Generalmente, las naves espaciales están diseñadas con paneles solares que siempre se pueden apuntar hacia el Sol, incluso cuando el resto de la nave espacial está en movimiento, al igual que una torreta de tanque puede apuntar independientemente de hacia donde se dirige el tanque. A menudo se incorpora un mecanismo de seguimiento en los paneles solares para mantener el conjunto apuntando hacia el Sol.
A veces, los operadores de satélites orientan deliberadamente los paneles solares a un "punto de desconexión" o fuera de la alineación directa del Sol. Esto sucede si las baterías están completamente cargadas y la cantidad de electricidad necesaria es menor que la cantidad de electricidad producida; este desvío también se realiza a veces en la Estación Espacial Internacional para la reducción de resistencia orbital.

## Problemas de radiación ionizante y mitigación
El espacio contiene niveles variables de radiación ionizante, que incluye bengalas y otros eventos solares. Algunos satélites orbitan dentro de la zona protectora de la magnetosfera, mientras que otros no.

## Tipos de celdas solares normalmente usadas

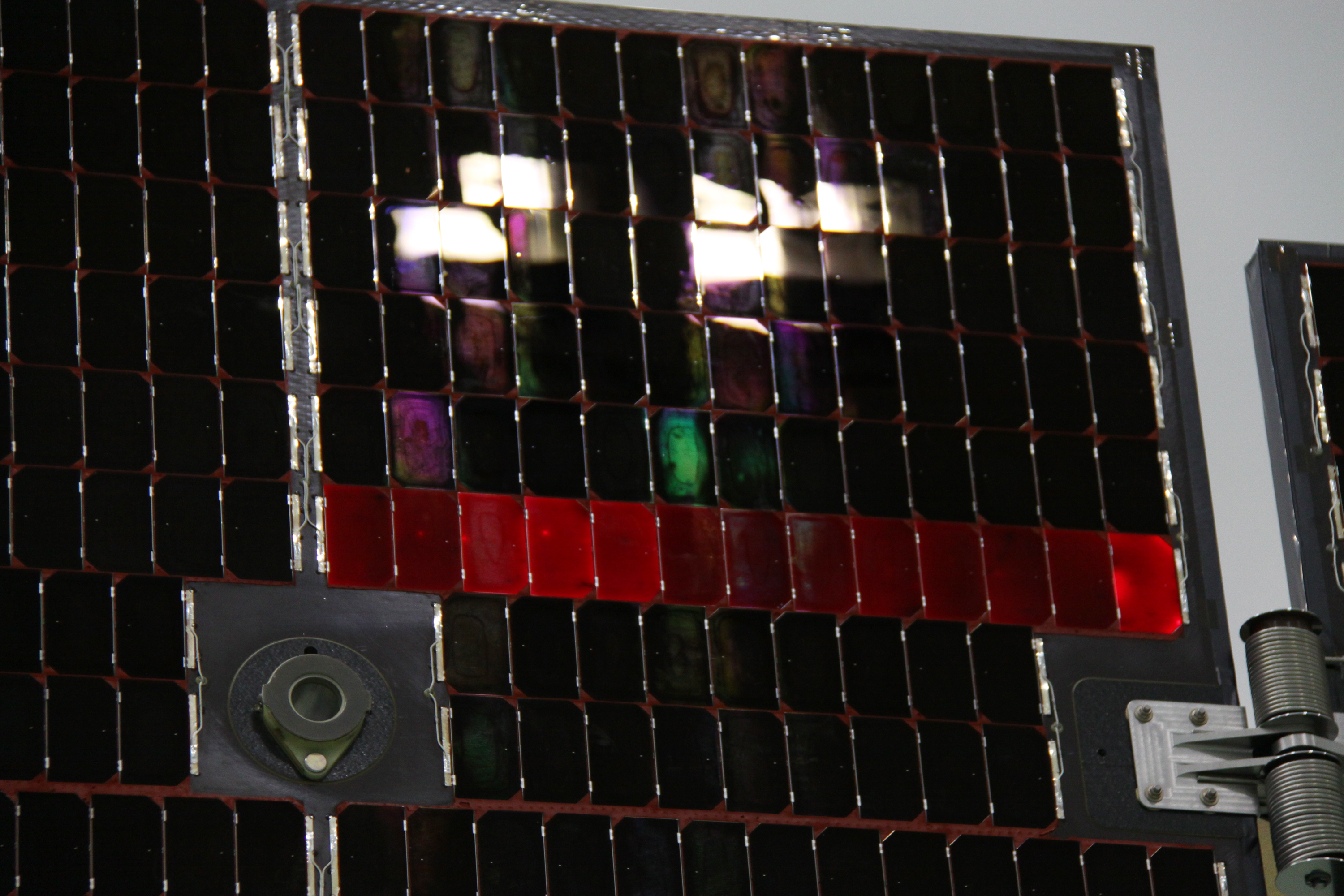
Detalle de uno de los paneles solares de la sonda espacial Juno.

Las células solares a base de arseniuro de galio son generalmente favorecidas sobre el silicio cristalino en la industria porque tienen una mayor eficiencia y se degradan más lentamente que el silicio en la radiación presente en el espacio. Las células solares más eficientes actualmente en producción son células fotovoltaicas de unión múltiple. Estos utilizan una combinación de varias capas de arseniuro de galio, fosfuro de indio y galio y germanio para capturar más energía del espectro solar. Las células de múltiples uniones de vanguardia son capaces de exceder el 38,8 % con iluminación AM1.5G no concentrada y el 46 % con iluminación AM1.5G concentrada.

## Usos futuros

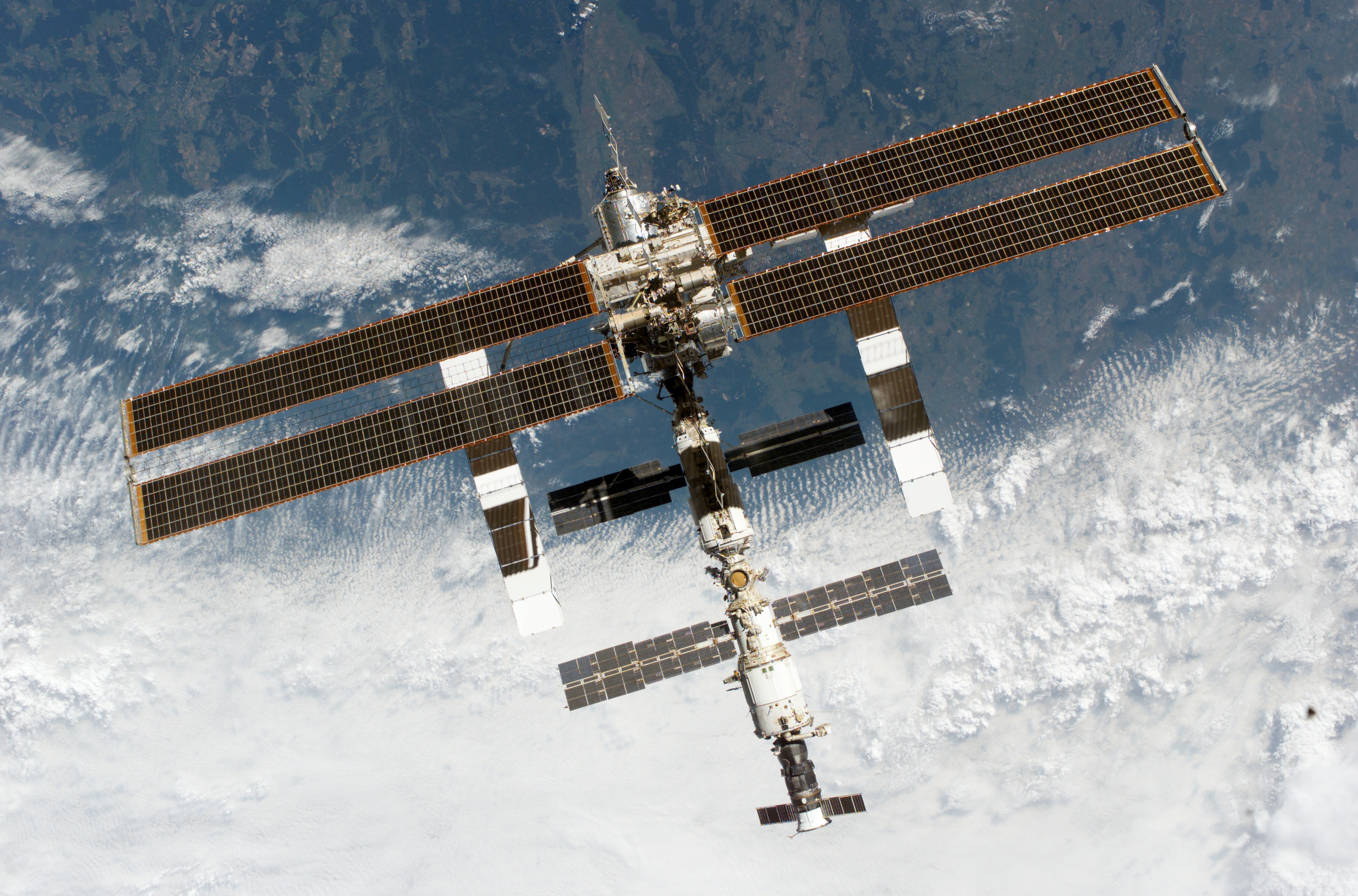
Imagen de la Estación Espacial Internacional.

Para misiones futuras, será conveniente reducir la masa de los paneles solares y aumentar la potencia generada por unidad de área. Esto reducirá la masa total de las naves espaciales y puede hacer que la intención de que las naves espaciales impulsadas por energía solar pueda alcanzar mayores distancia desde el Sol. La masa de los paneles solares podría reducirse con células fotovoltaicas de capa fina, sustratos flexibles y estructuras de soporte compuestas. La eficiencia de los palenes solares podría mejorarse mediante el uso de nuevos materiales de células fotovoltaicas y concentradores solares que intensifican la luz solar incidente. Los paneles solares de concentradores fotovoltaicos para la potencia de las naves primarias son dispositivos que intensifican la luz solar en la energía fotovoltaica. Este diseño utiliza una lente plana, llamada lente de Fresnel, que toma una gran área de luz solar y la concentra en un lugar más pequeño. El mismo principio se usa para iniciar incendios con una lupa en un día soleado.
Los concentradores solares colocan una de estas lentes sobre cada célula solar. Esto enfoca la luz desde el área concentradora grande hasta el área de celda más pequeña. Esto permite que la cantidad de sobrevaloradas células solares se reduzca por la cantidad de concentración. Los concentradores funcionan mejor cuando hay una sola fuente de luz y el concentrador puede apuntar directamente a ella. Esto es ideal en el espacio, donde el Sol es una fuente de luz única. Las células solares son la parte más cara de las placas solares, y las placas son a menudo una parte muy cara de la nave espacial. Esta tecnología puede permitir que los precios se reduzcan significativamente debido a la utilización de menos material.